# フェニーチェ劇場
フェニーチェ劇場（フェニーチェげきじょう、伊: Teatro La Fenice）は、イタリア・ヴェネツィアにある歌劇場である。日本語でもしばしば「ラ・フェニーチェ」（-座、あるいは-劇場）と表記される。

## 劇場名称の由来
イタリア語でfeniceは不死鳥を意味し（英語のphoenixに相当）、その名は1773年に火災で焼失したヴェネツィアの他の歌劇場の後継を自負して名付けられた。その後この劇場自体、1836年と1996年の2度にわたって火災により全焼したが、その都度再建がなされ、「不死鳥」の名にふさわしい歴史を誇る。

## 沿革

### （前史）ヴェネツィアの諸歌劇場
ヴェネツィアとオペラの関係は古い。1630年、モンテヴェルディの『略奪されたプロセルピーナ』Proserpina Rapitaがヴェネツィア総督モチェニーゴ・ダンドロの邸宅で行われた、とあるのがヴェネツィアの記録上最古のオペラ演奏である（同邸宅はその大部分が現存、ホテル・ダニエリとして利用されている）。17世紀には少なくとも16の歌劇場が競合するなど隆盛を極めていた。
サン・モイゼ劇場は1640年に開場、1818年まではオペラの定期公演が行われ、ヴィヴァルディやパイジエロなど18世紀のオペラ作曲家の新作が多くここで初演された。後にはオペラ・ブッファに特化した運営となった。ロッシーニのオペラ『婚約手形』La Cambiale di Matrimonio（1810年）や『ブルスキーノ氏』Il Signor Bruschino, ossia Il Figlio per azzardo（1813年）なども、当劇場の委嘱になる作品である。
サン・サルヴァトーレ劇場（後年1875年にゴルドーニ劇場と改称され現存）は1661年開場、ゴルドーニの戯曲の多くが演じられたことで有名だが、ここもまた18世紀から19世紀前半には有力なオペラ劇場であった。ジュディッタ・パスタがベッリーニ作曲『ノルマ』を演じた記録が残り、またヴェネツィアの劇場中最も早くガス灯による照明が行われた（1826年）。
サン・ジョヴァンニ・グリソストモ劇場はマルコ・ポーロの邸宅があったとされる一角に1687年に開場、フェニーチェ劇場の創建以前はヴェネツィアで最重要の歌劇場と考えられていた。この劇場はグリマーニ家という富豪の運営になる劇場のうちの一つであり、少なくともここヴェネツィアにあっては、入場料さえ払えば、身分に関係なく誰でもオペラを鑑賞できる最初の劇場となった。ヘンデル作曲『アグリッピナ』（1709年）は当劇場で初演された。1836年に当時の高名なソプラノ歌手、マリブランが28歳で急死したとき、前年に当劇場でベッリーニ作曲『夢遊病の女』La Sonnambulaを歌い大成功を収めたことを追憶するためマリブラン劇場と改称された。20世紀に入ってからは映画館に改装されたが、その後もしばしば小規模オペラの公演に利用され、また、後述の1997年からのフェニーチェ劇場焼失再建期間中は仮劇場の一つとして活用された。
グリマーニ家の歌劇場のうち、その内装の優美さによって18世紀後半にもっとも隆盛を誇ったのが1755年に創建のサン・ベネデット劇場だった。この劇場は席数1500の大規模なものであったが、1773年の火災で焼失する。劇場再建にあたって土地の所有者ヴェニエル家と劇場の運営者側との間に法的係争が発生、ヴェニエル家に有利の裁定が下った。その結果劇場運営者側は同地を去り、そこから徒歩10分足らずの近接地カンポ・サン・ファンティンに新劇場を建設することとなった。新劇場は火災（とそれに続く裁判）の困難に打ち克つという意味を込めて不死鳥＝フェニーチェ劇場の名が付けられた（下記に詳述）。
なお、サン・ベネデット劇場は結局1787年にヴェニエル家によって単独再建がなされた（この際ヴェニエル劇場と改称された）。フェニーチェ劇場開場後の1813年に至っても有名なロッシーニ作曲『アルジェのイタリア女』Italiana in Algeriの初演がこのサン・ベネデット劇場で行われていることからみて、少なくとも一定期間はフェニーチェ劇場に伍する歌劇場としての地位を得ていたとみられる。なお、同劇場は1868年にロッシーニ劇場と再改称され、1925年からは映画館として使用されている。

## フェニーチェ劇場の歴史

### 劇場創建
上述のように、フェニーチェ劇場は火災で焼失したサン・ベネデット劇場の後継（の一つ）として創建された。劇場設計案は1789年11月1日に公示された建築設計競技（コンペティション）によって公募された。劇場へのアクセスがゴンドラ（富裕層）あるいは徒歩に限られるヴェネツィアの特殊事情を反映して、コンペには「主入口はメヌオ運河に面すること、そして大型ゴンドラの利用を勘案しその幅は最低6メートル確保すること」等の微細にわたる条件が付されていた。また、コーヒー等の嗜好品販売にあてるスペースの確保、火災予防・延焼防止設備への考慮なども条件に記載されている。

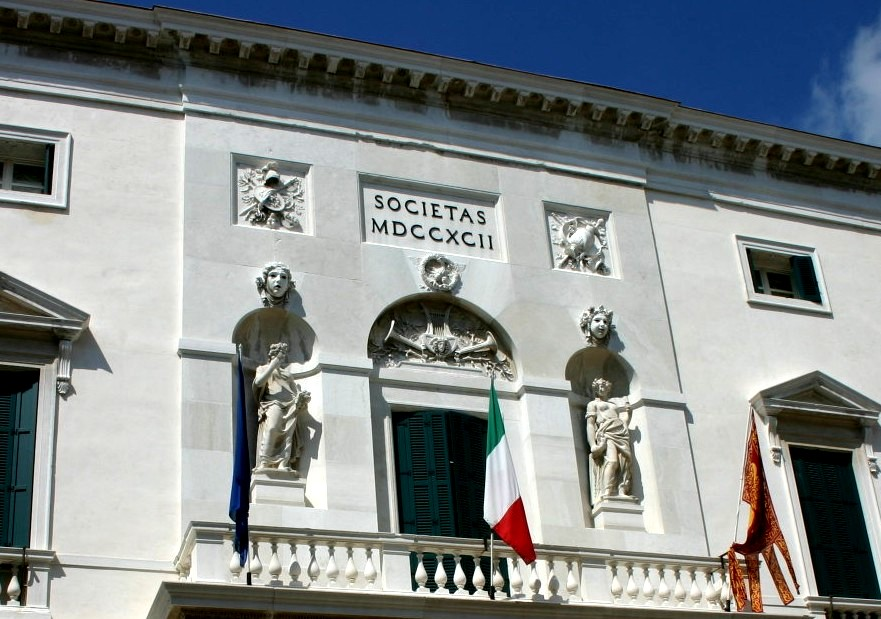
"SOCIETAS 1792"の文字。大衆はこの銘文までセルヴァの揶揄に利用した。

コンペにはイタリア各地（もっとも当時のイタリアは統一国家ではない）から多くの建築家が参加、記録によれば28の設計案が競合、自案を宣伝し他案を中傷するパンフレットが飛び交うなど白熱したものだったという。最終的に審査委員会は当初一般に下馬評の高かったピエトロ・ビアンキの案を斥けジャンアントニオ・セルヴァの案を勝者としたが、これはヴェネツィア大衆の轟々たる非難の対象となった。セルヴァを揶揄する雑言やソネット（詩）なども記録に残っている。例えばセルヴァは劇場のファサードに"SOCIETAS"（共同で、といった意味）という銘を刻んだが、これを反対派は"Sine Ordine Cum Irregularitate Erexit Theatrum Antonius Selva"（方法も秩序もないまま、アントニウス・セルヴァがこの劇場を建てた）と読み替えて皮肉った。往時における歌劇場建設がいかに関心の高いイヴェントであったかを窺い知れて興味深い。
客席規模約1500をもつこの新劇場は1792年4月には完成、5月16日にパイジエッロのオペラI giuochi d'Agrigentoにより開場した。画家フランチェスコ・フォンタネージのデザインによる美しい内装と、「ロイヤル・ボックス」的なものを廃し、174全てのボックス席がほぼ同形同大に作られているという構造が特徴的であった。この「平等主義」的アプローチに、当時のフランス革命の影響を見る向きもある。もっともヴェネツィアがナポレオン支配下に陥ちた1808年には、セルヴァの手によりロイヤル・ボックスが仮増設された（この時同様にナポレオンを王に戴いていたミラノでもスカラ座がナポレオンの嗜好に合わせる形で改修されている）。
フェニーチェ劇場は当初からヴェネツィア、あるいは広くヨーロッパにとっての中心的歌劇場としての地位を確立した。ロッシーニ、ベッリーニ、ドニゼッティの新作初演を含む数多くのオペラが上演された。

### 1836年の火災と再建
しかし同劇場は1836年12月13日深夜、火災で焼失する。導入されたばかりのオーストリアン・ストーブ（暖房機器）から出火したとされるこの火災は、鎮火までに丸3日を要したという。

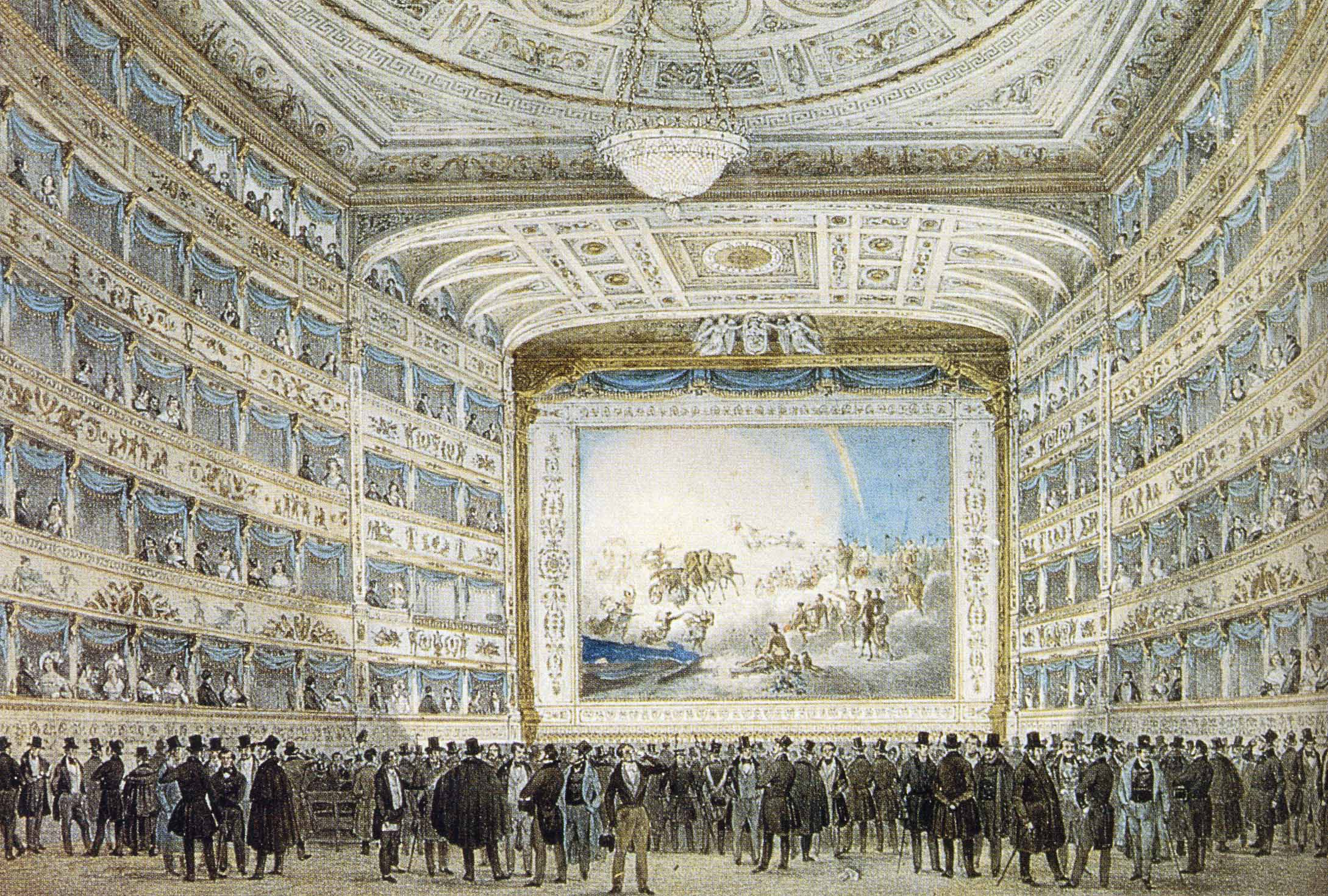
1837年再建時の内部。ただし1階部分の広さには明らかな誇張がみられる

劇場はわずか1年で再建された。外観的にはセルヴァの原設計はスタッコ仕上に至るまでかなり忠実に再現されたが、機能上は1792年原建築でオペラ・演劇双方の利用に配慮していたのを、再建ではオペラ上演に特化するなどの変更がみられる。また、メヌオ運河に面した主入口には、ゴルドーニとセルヴァを顕彰するレリーフが掲げられた。1837年12月26日、再建初演はジュゼッペ・リッロの『ラヴェンナのロスムンダ』Rosmunda in Ravenna。
その後、1854年、および20世紀に入っては1936年にそれぞれ大改修がなされた。再建後もイタリア半島の主要歌劇場としての地位は失わず、ヴェルディ中期の傑作『リゴレット』、『椿姫』などの初演がこのフェニーチェ劇場でなされている。

### 1996年の火災と再建
1996年1月29日、修復工事中のフェニーチェ劇場は再び火災で全焼する。原因は補修作業の遅れにより違約金の支払を求められていた電気工事業者による放火という前代未聞の事態だった。2001年3月には、容疑者である2人の工事業者がそれぞれ禁錮7年と6年の実刑判決を受けた。

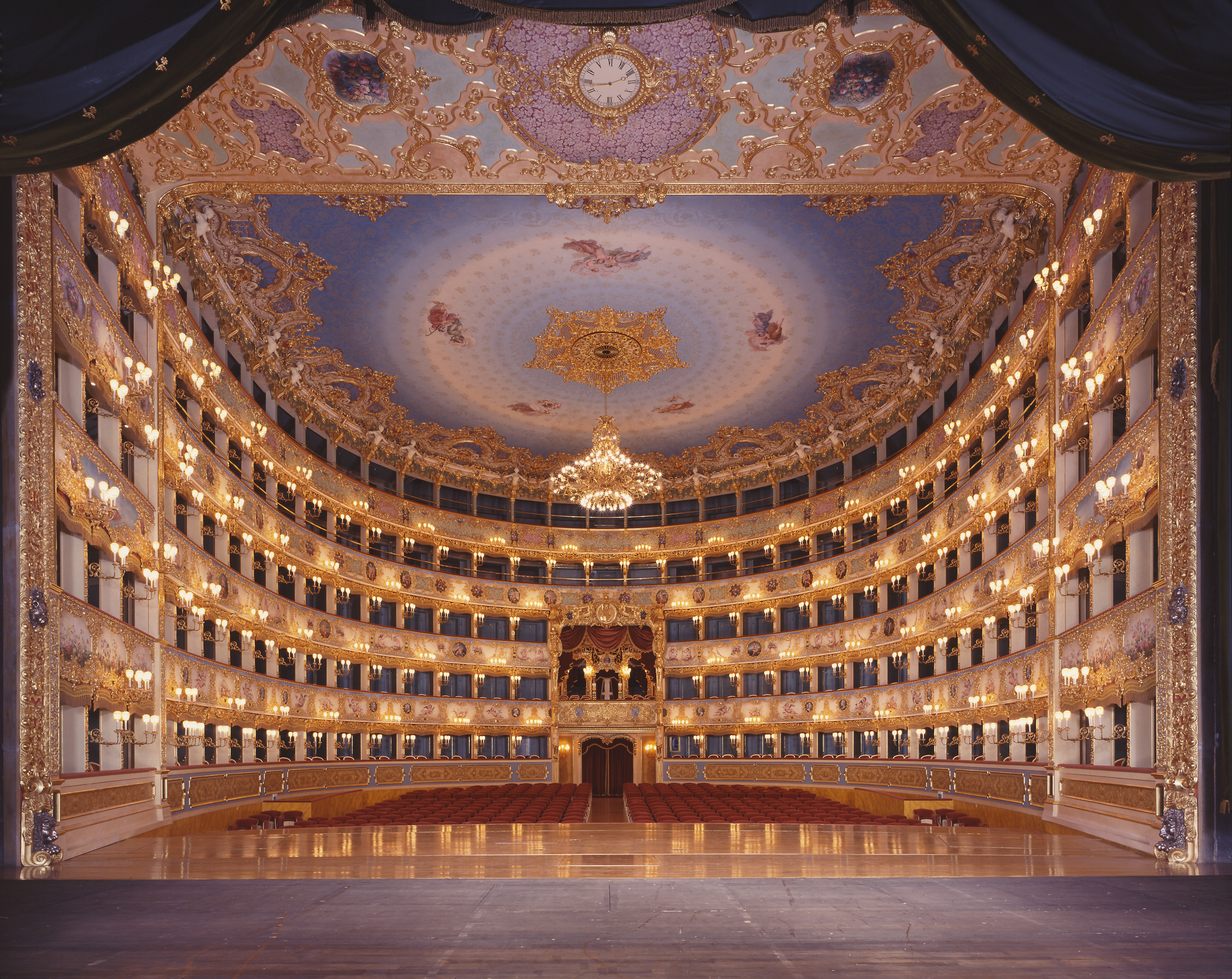
再々建となった劇場の内部。2018年撮影

予算や再建方法を巡る様々の困難のため、再建工事は2001年になりようやく開始された。特に内装に関しては焼失以前の資料が決定的に不足していたため、焼跡に残されたシャンデリア等の再利用、遺物に基づいての復元、はてはこの劇場が用いられたルキノ・ヴィスコンティ監督の映画作品『夏の嵐』（1954年）の映像を参考にするなどの苦労があったという。こうしてほぼ焼失前の偉容を取り戻したフェニーチェ劇場だが、「内装が以前と比べて明るすぎる」「音響面では劣化した」等、一部には否定的な評論もみられる。
劇場は2003年12月14日、リッカルド・ムーティ指揮によるコンサート形式の演奏会をもって再開場した。最初の曲目はベートーヴェンの序曲「献堂式」Op.124。
音響面の手直しや舞台設備据付の関係でオペラ上演の再開は更にその1年後、2004年11月、演目はかつて当劇場で初演されたヴェルディ『椿姫』。
再建に要した総コストは9000万ユーロという。2001年と2005年の2回、同劇場が来日引越公演を行ったのもその費用捻出の一助となったものとみられる。

## フェニーチェ劇場で初演された主なオペラ
- ジョアッキーノ・アントニオ・ロッシーニ
  - 『タンクレーディ』Tancredi（1813年）
  - 『シジスモンド（英語版）』Sigismondo（1814年）
  - 『セミラーミデ』Semiramide（1823年）

- ジャコモ・マイアベーア
  - 『エジプトの十字軍』Il crociato in Egitto（1824年）

- ヴィンチェンツォ・ベッリーニ
  - 『カプレーティ家とモンテッキ家』I Capuleti e i Montecchi（1830年）
  - 『テンダのベアトリーチェ（英語版）』Beatrice di Tenda（1833年）

- ガエターノ・ドニゼッティ
  - 『ベリザーリオ（英語版）』Belisario（1836年）
  - 『ルデンツ家のマリア』Maria di Rudenz（1838年）

- ジュゼッペ・ヴェルディ
  - 『エルナーニ』Ernani（1844年）
  - 『アッティラ』Attila（1846年）
  - 『リゴレット』Rigoletto（1851年）
  - 『椿姫』La Traviata（1853年）
  - 『シモン・ボッカネグラ』（1857年）

1930年からはフェニーチェ劇場は国際現代音楽祭（Festival Internazionale di Musica Contemporanea、ヴェネツィア・ビエンナーレの一部として）の会場ともなっており、以下のような新作オペラの初演がなされた。
- イーゴリ・ストラヴィンスキー
  - 『放蕩者のなりゆき』Rake's Progress（1951年）

- ベンジャミン・ブリテン
  - 『ねじの回転（英語版）』The Turn of the Screw（1954年）

## 外部サイト
- フェニーチェ劇場公式サイト
- ヴェネツィア・ビエンナーレ公式サイト
- フェニーチェ劇場 (@teatrolafenice) - X（旧Twitter）